# Elso Cruciani
Elso Cruciani (Terni, 12 maggio 1930 – Terni, 8 maggio 1988) è stato un arbitro di calcio italiano.
Ha diretto complessivamente circa 600 partite tra squadre di serie A (solo amichevoli), serie B, serie C e serie D tra gare ufficiali ed amichevoli. È stato presidente del Panathlon Club di Terni dal 1979 fino al 1988.

## Biografia
Elso Cruciani nasce a Terni e frequenta l'Università degli Studi di Perugia laureandosi in agronomia nel 1957.

Si sposa con Rita Massaioli dalla quale avrà due figli: Stefano e Luisella.
Primo dirigente per la Regione dell'Umbria lavora a Terni, Amelia e Perugia, riesce a portare avanti parallelamente le sue carriere lavorativa e quella sportiva con grandi soddisfazioni. Muore l'8 maggio 1988 a Terni.

## Carriera

### La gioventù
Inizia l'attività agonistica nell'immediato dopoguerra a Todi come Tesserato del C.S.I. e gareggia nella squadra di calcio ed atletica leggera del GS Juventus di Todi, partecipando al campionato locale di calcio e a gare di atletica leggera (100m,400m) di interesse provinciale.
Nella stagione sportiva 1948-1949 a Terni gareggia per G.S. Libertas di Terni sezione di atletica leggera e partecipa manifestazioni a carattere locale, regionale e nazionale come il campionato Italiano di Società nella specialità dei 400m piani, ostacoli e staffetta 4x400m.
Nell'anno 1949 passa alla società sportiva Lavoratori Terni con la quale partecipa a moltissime manifestazioni nazionali di atletica leggera, compreso il campionato italiano di Società, sempre nella specialità dei 400m piani ed ostacoli, staffetta 4x400m e salto triplo.
Nel 1951 e 1952 con il CUS Perugia è titolare della squadra ufficiale ai Campionati Italiani Universitari di Atletica leggera a Merano: ottiene buoni risultati nei 400m piani e 4x400m.
Nel 1952 fa parte della squadra degli Universitari Ternani che partecipano alla coppa Gran Sasso all'Aquila e vince unitamente ai Nazionali Montanari e Tarabella e Braghirolui la staffetta Olimpica a tempo di Record.

Elso Cruciani
partita di Serie C 1965-1966
- 1-0

### L'attività di arbitro
Nel 1951 dopo aver frequentato un corso per aspiranti arbitri di calcio viene promosso ed inquadrato nella categoria: inizia così in sede locale, con settore giovanile ed il campionato di seconda categoria. Passa successivamente ai campionati regionali di prima Categoria e promozione e nel 1958 è nominato arbitro nazionale dell'Interregionale (ex IV Serie).
Nel 1962 è arbitro nazionale di Serie C ed in questa ultima categoria resta fino al 1966 dirigendo circa 80 gare ufficiali e di Rappresentative nazionali di categoria.
Dal 1958 al 1966 è designato a dirigere gare dei tornei Nazionali, Primavera e Cadetti riservate a squadre di calcio di serie A e B.

### La fine dell'attività di arbitro e l'inizio delle attività organizzative e dirigenziali
Nella sua attività effettiva nel campo arbitrale, ha diretto complessivamente tra gare ufficiali ed amichevoli e rappresentative circa 600 partite.
Nel 1973 è nominato "arbitro benemerito" della Federazione Italiana Giuoco Calcio.
Durante questa lunga attività in campo arbitrale ha ricevuto premi speciali ed attestazioni da parte della F.I.G.C. e da varie associazioni sportive.
Nella stagione sportiva 1966-1967 ha prestato opera come delegato tecnico presso il Comitato locale della F.I.G.C. – Lega Dilettanti di Spoleto.
Nel 1967 è nominato Presidente del Comitato Locale del Settore Giovanile di Terni.
Dalla stagione sportiva 1967-1968 al 1971-1972 la Presidenza Federale lo ha nominato Presidente dei Comitati Provinciali sia della Lega Dilettanti che del settore Giovanile.
In questo periodo ha organizzato questi comitati favorendone e promuovendone l'espandersi della attività calcistica in provincia di Terni attraverso la nascente terza categoria e le attività giovanili.
In collaborazione con la Presidenza Federale ha organizzato incontri internazionali di calcio (Italia-Germania Est per la fase Olimpica ed Italia-Olanda per rappresentative militari) giocate al nuovo stadio Libero Liberati di Terni il 20 maggio 1971 e 24 maggio 1972.
Nel 1967 la Associazione Italiana Arbitri Settore Arbitrale della F.I.G.C., lo incaricò di visionare, nella veste di Commissario Speciale, gli arbitri a disposizione della Commissione Arbitri Regionale e della Commissione Arbitri Dilettanti della Lega Nazionale Dilettanti.
Dall'Associazione Italiana Arbitri gli furono affidati incarichi di Istruttore di Corsi per Aspirante Arbitro e di Presidente di Commissione di esame per la promozione ad aspirante arbitro ed arbitro effettivo.
Dal 1965 al 1979 fece parte del gruppo di Giudici di Gara della Federazione Italiana di Atletica Leggera, operando in manifestazioni di carattere provinciale, regionale e nazionale, ricoprendo anche la carica di componente il Comitato Regionale del GGG.
Dal C.O.N.I. Provinciale fu chiamato più volte a far parte della commissione Provinciale dei Giochi della Gioventù e di Commissioni per l'assegnazione dei Premi CONI.

### La presidenza al Panathlon Club di Terni
Dal 1979 fino al 1988 è stato presidente del Panathlon Club di Terni, carica questa che gli ha permesso tramite il Club di promuovere la conoscenza, lo studio e la divulgazione dei problemi sportivi a vari livelli, attraverso convegni, tavole rotonde ed incontri tra Dirigenti di federazioni sportive ed Amministratori di enti locali, contribuendo in modo valido e concreto alla causa dello sport.
Durante la sua carica, ha modo di conoscere e premiare le personalità sportive e non di maggior rilievo in quel decennio tra le quali ricordiamo i fratelli Carmine Abbagnale e Giuseppe Abbagnale e il presidente della repubblica Sandro Pertini.

## Il Premio "Cruciani"
Nell'intento di onorare la memoria di Elso Cruciani, il Consiglio Direttivo del Panathlon Club di Terni ha istituito un premio speciale da assegnare con cadenza quadriennale nel dicembre di ogni anno olimpico, nel corso della tradizionale "Festa degli Auguri".
Il nominativo viene scelto dai Soci del Club con una votazione su una rosa di candidati proposti dal Consiglio Direttivo, viene conferito al personaggio ternano che nella sua vita sportiva ha meglio interpretato l'affermazione dell'ideale panathletico.

### Premiati
- 1988 - Amleto Falcinelli - più volte campione italiano ed europeo, allenatore di pugilato.
- 1992 - Wolfango Montanari - olimpionico di atletica leggera ed insegnante di E.F.
- 1996 - Umberto Trippa - più volte campione italiano e più volte olimpionico di lotta greco-romana.

## Onorificenze
- Stella d'argento al Merito Sportivo - 1987.